# Jan Jacob Rochussen
Jan Jacob Rochussen (Etten, 23 oktober 1797 – Den Haag, 21 januari 1871) was een Nederlands politicus. Hij was een typische vertegenwoordiger van de Amsterdamse handelswereld, die zowel onder Willem I, Willem II als Willem III minister was. In 1843 was hij een van de eerste ministers die door de Tweede Kamer tot aftreden werd gedwongen. Als gouverneur-generaal van Nederlands-Indië was hij in de jaren 1845-1851 actief bij het onder Nederlands gezag brengen van de buitengewesten. In 1858 werd hij de facto leider en minister van Koloniën in wat informeel het kabinet-Rochussen is gaan heten. Zijn conservatieve koloniale beleid vond echter weinig instemming en leidde tot zijn val.

## Vroege loopbaan
Deze zoon van een ambtenaar die het tot Directeur der Accijnzen in Amsterdam bracht verwierf een grondige kennis van belastingen en economie. Hij werd in 1826 tot secretaris van de invloedrijke Kamer van Koophandel in Amsterdam benoemd. Daar kon hij zijn kennis van de Amsterdamse handel verdiepen. In 1828 werd hij Directeur van het Entrepotdok. De handelsverbindingen van Amsterdam brachten hem in aanraking met de diplomatie. Jan Jacob Rochussen vertegenwoordigde Nederland in het internationaal samengestelde College van de Rijnvaart. Hij was in 1839 Nederlands onderhandelaar bij onderhandelingen over het scheepvaartverdrag dat in 1837 met Pruisen werd gesloten en onderhandelde in 1839 met vertegenwoordigers van het Duitse Tolverbond over een handelsverdrag.

## Eerste ambtsperiode als minister
Rochussen werd op 25 juni 1840 door koning Willem I tot minister van Financiën benoemd. Dat was op dat moment een bijzonder lastige en zware portefeuille. Koning Willem I had Nederland geruïneerd door bijna tien jaar lang een paraat leger aan de Belgische grens te stationeren en te weigeren om de realiteit van de Belgische onafhankelijkheid te erkennen. De koning had de Staten-Generaal geen inzicht willen geven in de staatsfinanciën en wist de staat alleen met ondoorzichtige speculaties door het door hem gecontroleerde Amortisatiesyndicaat liquide te houden. De nieuwe Nederlandse Grondwet van 1840 dwong de tegenstribbelende autocraat om, door zijn minister van Financiën, een jaarlijkse begroting in te dienen en de minister moest het beleid in beide kamers verdedigen. Zijn nota van 28 oktober 1840 over het Amortisatiesyndicaat legde voor het eerst de rampzalige toestand van de schatkist bloot.
Rochussen stelde in 1843 voor om de rente op de staatsschuld door een conversie van de rente op de werkelijke schuld van 4 naar 3 procent te verlagen. Dat zou veel Nederlandse instellingen en veel van de rijken, die als enigen politiek vertegenwoordigd waren, duperen en het voorstel werd dan ook verworpen. Rochussen had als een der weinige Nederlandse bestuurders en politici een goede band met de Belgische koning Leopold I opgebouwd. Daarom koos koning Willem II Rochussen als de onderhandelaar die met België de na de Conferentie van Londen nog overgebleven conflicten moest bijleggen. Daarin slaagde hij en Rochussen werd daarop de eerste Nederlands Gezant in Brussel.

## Ambtsperiode in Nederlands-Indië

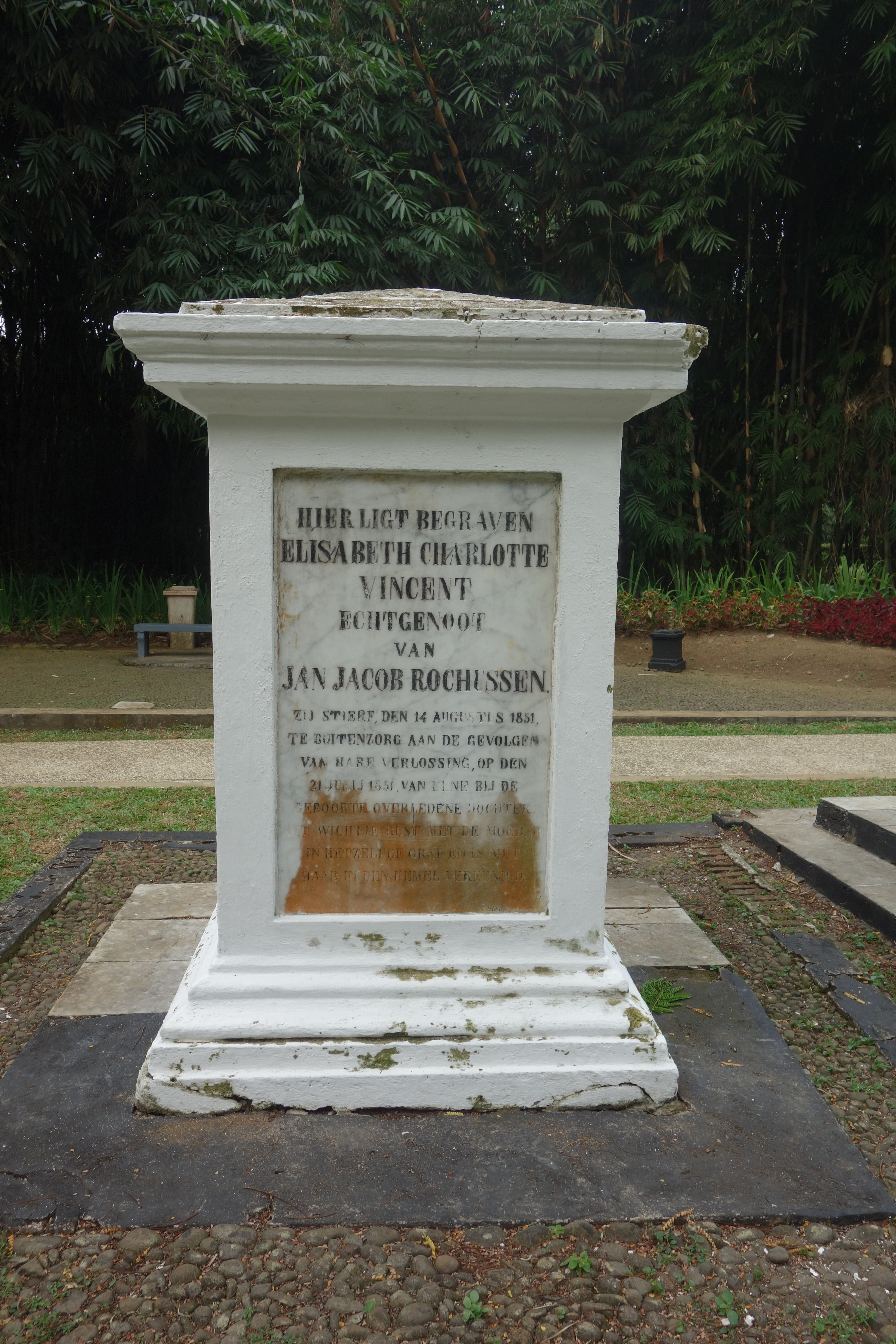
Graf van vrouw (Elisabeth Vincent) en dochter van Rochussen in Kebun Raya Bogor (1851)

Rochussen werd op 5 februari 1845 per koninklijk besluit door koning Willem II tot gouverneur-generaal van Nederlands-Indië benoemd. Op 30 september dat jaar werd hij in die functie op Java geïnstalleerd. Rochussen zou deze belangrijke en goedbetaalde post vijf jaar lang bezetten. In zijn ambtsperiode werd een herziening van het muntwezen doorgevoerd. De conservatieve Rochussen zette de toepassing van het door de Nederlanders opgelegde cultuurstelsel door, ondanks de daardoor optredende verarming en de voedseltekorten van de inheemse bevolking. Het waren pas de hongersnoden van 1848 en 1849 die tot enige matiging van de koloniale uitbuiting zouden leiden. Gouverneur-generaal Rochussen verzette zich tegen het toepassen van de inmiddels in Nederland gegarandeerde persvrijheid in de koloniën.
Tijdens zijn bewind werden diverse strafexpedities georganiseerd. Het Nederlandse leger greep in op Borneo waar Chinese mijnwerkers opstandig waren. Ook de piraten die vanuit de Soeloe-eilanden hun rooftochten hielden werden aangevallen. Zo begon Nederland de buitengewesten onder koloniaal gezag te brengen. Tot aan Rochussens aankomst in Batavia was het handhaven van het Nederlands gezag voornamelijk beperkt gebleven tot Java, de Molukken, Celebes en het zuiden van Sumatra. Op het door Nederland gedomineerde Java hervormde hij de relaties met de vorstenlanden, de oude feodale gebieden van Java. Hij sloot contracten met de heersers van deze gebieden. In 1850 vroeg Rochussen om ontslag, om pas in 1852 in Nederland terug te keren.

## Tweede Kamerlid van 1852 tot 1857
Rochussen liet zich in 1852 door het kiesdistrict Alkmaar in de Tweede Kamer kiezen. Als voormalig gouverneur-generaal had hij veel in te brengen bij het vaststellen van het eerste Regeringsreglement voor Nederlands-Indië zoals dat in 1854 tot stand kwam. Daarin werd de godsdienst onder toezicht van het gouvernement geplaatst en werd de vrijheid van vergaderen beperkt tot niet-politieke aangelegenheden. Rochussen was ook betrokken bij de afschaffing van de slavernij in Nederlands Oost- en West-Indië en Suriname, waartoe in het regeringsreglement een aanzet werd gegeven.
Hij was ook bij het Nederlands-Indische bestuur betrokken omdat hij in 1853 was benoemd tot Commissaris des Konings bij de Nederlandsche Handelmaatschappij. In 1857 nam hij ontslag als Kamerlid om niet in conflict te hoeven komen met de door hem gesteunde minister van Koloniën Pieter Mijer.

## Tweede en derde ambtsperiode als minister
In het voorjaar van 1858 werd Rochussen door de koning gevraagd om een gematigd kabinet "zonder partijschap" te formeren, en wel een koninklijk - of zakenkabinet. De ministerraad werd toen nog bij toerbeurt door de ministers voorgezeten en zo was er formeel geen 'minister-president'. Toch werd Rochussen gezien als de leider van het door hem geformeerde koninklijk kabinet "van fusie" (tussen conservatieven en liberalen). Zelf was hij minister van Koloniën. Het kabinet-Rochussen trad op 23 maart 1859 af na de verwerping van de Wet op Staatsexploitatie der Spoorwegen. Deze wet zou de invloed van de regering op de bouw en exploitatie van het Nederlandse spoorwegnet hebben vergroot en de bouw van het spoorwegnet hebben versneld. De doctrinaire liberalen waren tegen een dergelijke actieve rol voor de overheid en de conservatieven ging het voorstel te ver.
Nu werd de voormalige minister Floris van Hall gevraagd om een nieuw kabinet te formeren. Rochussen, die zijn Wet op de Afschaffing van de Slavernij in Oost-Indië met succes had verdedigd wilde graag aanblijven en trad ook in dit kabinet aan als minister van Koloniën. Hij bleef achter het steeds meer omstreden cultuurstelsel staan en verzette zich tegen parlementaire controle op het beheer van de koloniale geldmiddelen. De Kamermeerderheid wilde het cultuurstelsel juist afschaffen om een grotere vinger in de koloniale pap te krijgen.

## Rochussens aftreden in 1860
Als minister werd Rochussen in het nauw gebracht door de Pangka-affaire. Binnen het Nederlands-Indië opgelegde cultuurstelsel werden lucratieve suikercontracten verhandeld met betrekking tot het recht om geraffineerde rietsuiker te leveren. Het zeer winstgevende suikercontract van de Pangka-fabriek op Java was in 1855 vervallen. Koning Willem III werd benaderd door zijn oud-secretaris en intendant van Paleis Het Loo en Domein Het Loo, jhr. Ludolph van Bronkhorst, die samen met zijn zwager J.G.A. Gallois geïnteresseerd was in het verwerven van het contract. De koning liet het verzoek door de directeur van het Kabinet des Konings F.L.W. baron De Kock aan minister van Koloniën Mijer voorleggen. In een ambtelijke brief liet De Kock weten dat het Zijne Majesteit "hoogst aangenaam (zou) wezen indien daaraan een gunstig gevolg zou kunnen worden gegeven, omdat de Heer van Bronkhorst gewigtige diensten aan Z.M. heeft bewezen en H.D. vertrouwen in hooge mate geniet wegens zijn eerlijk en braaf karakter en gedrag, terwijl de Heer Gallois bij den Koning mede gunstig bekend staat".
De minister liet weten dat hij de zaak aan de gouverneur-generaal van Nederlands-Indië zou voorleggen. Zulk overleg duurde indertijd meer dan een jaar omdat de brieven met de boot van en naar Java moesten worden verstuurd.
De koning bleef aandringen en eiste via de directeur van zijn kabinet vervolgens een renteloos krediet voor Van Bronkhorst en Gallois. De minister liet weten dat dit zomaar niet ging. Daarop liet de koning zijn kabinetsdirecteur uitleggen dat voor de heren Van Bronkhorst en Gallois een uitzondering moest worden gemaakt omdat zij een nieuw raffinageproces wilden beproeven en omdat de loyale Van Bronkhorst zoveel voor de Koning had betekend.
De in het nauw gebrachte minister durfde niet meer te weigeren, hij beloofde de twee koninklijke protegés het contract, maar wist de afhandeling van de koninklijke wens op de lange baan te schuiven met een toezegging dat een "lopend onderzoek naar de suikercultuur op Java" moest zijn voltooid. De minister wist dat de zaak nu op het bureau van zijn opvolger zou komen te liggen.
En deze opvolger, Rochussen, kwam steeds weer in conflict met de Tweede Kamer, die over het gesjoemel met de suikercontracten ontevreden bleef. De Kamer wilde een eind maken aan vriendjespolitiek, benadeling van de schatkist en corruptie. In het voorjaar van 1860 kregen Van Bronkhorst en Gallois een zeer voordelig contract aangeboden waarin zij zonder tegenprestatie het recht kregen de suiker van Pangka te verkopen. Daardoor was de staatskas de gedupeerde partij. Gallois verkocht het contract op Java ogenblikkelijk door voor 275.000 gulden.
Op 11 mei 1860 vroeg de Tweede Kamer de regering in een motie om de toekenning van de suikercontracten in het vervolg bij wet te regelen. In oktober kwamen de details van deze gang van zaken ter ore van de Kamerleden. Zij namen een motie aan tegen het beleid van Rochussen, die echter niet aftrad.
Pas toen de Tweede Kamer, naar aanleiding van de Pangka-affaire, in december de begroting van het ministerie van Koloniën verwierp, bood Rochussen zijn ontslag aan de koning aan.
De koningsgezinde Rochussen heeft tijdens deze affaire geen woord naar buiten gebracht over de rol van de Nederlandse koning. De kroon werd niet "ontbloot". Willem III kon dus zeer tevreden zijn. In een brief van 24 december 1860 aan Rochussen, die op 30 december integraal gepubliceerd werd in het Dagblad van Zuidholland en 's Gravenhage, schreef de vorst:
Het is met leedwezen, dat Ik voldaan heb aan uw zoo stellig aan Mij voldaan verzoek om ontslag aan uw betrekking van Minister van Kolonien, waartoe, nu bijna drie jaren geleden, Mijn vertrouwen u riep. Dat vertrouwen was gegrond op de vele betrouwbare diensten, door u in zoo verschillende betrekkingen aan den lande bewezen. Aan dat vertrouwen is op nieuw door u volkomen beantwoord door waarheidszin. onverflaauwden ijver en gehechtheid aan Mijn persoon. Ik wil berusten in de redenen, die u bewogen hebben, om uwe uittreding uit het Kabinet te verzoeken, hoe wel Ik die uittreding betreur. Vorige diensten deden u reeds den titel van Minister van Staat en de hoogste klasse Mijner ridderorden voor burgerlijke verdiensten verwerven; verheffing in den adelstand, door Mij aangeboden, werd door u niet verlangd. Ik wensch echter u bij uw aftreden een openbaar blijk van Mijne bijzondere genegenheid te schenken, door u nog met dezen een met brillanten omzet Grootkruis der orde van den Nederlandschen Leeuw aan te bieden.

## Na het ministerschap
De conservatieve politicus werd als voorman, men spreekt zelfs van verpersoonlijking van "het behoudend stelsel", in 1864 herkozen als lid van de Tweede Kamer. Daar werd hij geconfronteerd met het liberale tweede kabinet Thorbecke en het kabinet Fransen van de Putte. Deze kabinetten steunde hij niet. Hij gaf zijn steun wel aan het conservatieve kabinet Van Zuylen-Heemskerk. In 1869 trok Rochussen zich terug uit de politiek. Hij overleed op 21 januari 1871 in Den Haag.

## Familieleven
Rochussen was een zoon van Jan Rochussen (1759-1818) en Aletta Jacoba Erbervelt (1764-1851). De familie stamde uit Vlissingen. Hij trouwde op 14 december 1831 met Anna Sara Velsberg (1807-1841), waarmee hij twee eerder geboren zoons en een dochter erkende en wettigde. Zeven jaar na het overlijden van zijn echtgenote huwde hij op 02 september 1848 in Batavia met Elisabeth Charlotte Vincent (1827-1851). Een van de gewettigde zoons was Willem Frederik Rochussen (1832-1912) die op zijn beurt minister werd. Deze werd op 5 januari 1876 in de Nederlandse adelstand verheven en mocht het predicaat jonkheer gaan voeren.

## Ridderorden en eerbetoon
Rochussen was onder andere minister van staat en werd begiftigd met verscheidene hoge ridderorden. Hij was Ridder-Grootkruis in de orde van de Nederlandse Leeuw met Diamanten en Grootkruis in de Orde van de Eikenkroon. Hij droeg de 1e Klasse van de Pruisische Orde van de Rode Adelaar, was Grootlint in de Belgische Leopoldsorde, en Officier in het Legioen van Eer. Daarnaast bezat hij een aan een oranje lint gedragen medaille met de tekst "Veldtocht 1815".